# Hamburg Silver Eagles
| Ewige 1.-Bundesliga-Bilanz | Ewige 1.-Bundesliga-Bilanz | Ewige 1.-Bundesliga-Bilanz | Ewige 1.-Bundesliga-Bilanz | Ewige 1.-Bundesliga-Bilanz | Ewige 1.-Bundesliga-Bilanz | Ewige 1.-Bundesliga-Bilanz | Ewige 1.-Bundesliga-Bilanz | Ewige 1.-Bundesliga-Bilanz | Ewige 1.-Bundesliga-Bilanz | Ewige 1.-Bundesliga-Bilanz | Ewige 1.-Bundesliga-Bilanz |
| Jahr                       | Gesamt                     | Gesamt                     | Gesamt                     | Heim                       | Heim                       | Heim                       | Ausw.                      | Ausw.                      | Ausw.                      | TD-Verhältnis              |                            |
| Jahr                       | S                          | N                          | U                          | S                          | N                          | U                          | S                          | N                          | U                          | TD-Verhältnis              |                            |
| -------------------------- | -------------------------- | -------------------------- | -------------------------- | -------------------------- | -------------------------- | -------------------------- | -------------------------- | -------------------------- | -------------------------- | -------------------------- | -------------------------- |
| 1991                       | 2                          | 11                         | 1                          | 1                          | 5                          | 1                          | 1                          | 6                          | 0                          | 164:393                    |                            |
| 1993                       | 8                          | 6                          | 0                          | 4                          | 3                          | 0                          | 4                          | 3                          | 0                          | 302:307                    |                            |
| 1994                       | 1                          | 13                         | 0                          | 1                          | 6                          | 0                          | 0                          | 7                          | 0                          | 86:329                     |                            |
| Gesamt                     | 11                         | 30                         | 1                          | 6                          | 14                         | 1                          | 5                          | 16                         | 0                          | 552:1029                   |                            |

Die Hamburg Silver Eagles waren ein American-Football-Verein aus Hamburg, der zwischen 1988 und 1995 bestand.

## Geschichte
Die Silver Eagles gingen aus der 2. Mannschaft der Hamburg Dolphins hervor und lockten bereits in ihrem ersten Spieljahr teils mehr als 2500 Zuschauer zu ihren Heimspielen ins Stadion Hoheluft. Trainer damals war Stephan Starcke. Im September 1990 trugen die Silver Eagles den von ihnen selbst ins Leben gerufenen Wettbewerb Gatorade Challenge aus, an dem neben den Hamburgern Vertreter aus Odense (Dänemark) und Kristiansand (Norwegen) teilnahmen. Es wurde ein Gesamtpreisgeld von 15 000 D-Mark ausgelobt. In der Zweitligasaison 1990 erreichten die von Axel Gernert als Manager geleiteten Hamburger mit fast 3100 Zuschauern je Heimspiel den höchsten Schnitt der Liga. Erreicht wurde dieser Wert unter anderem durch umfassende Werbemaßnahmen und die Zusammenarbeit mit Fernseh- und Rundfunksendern, wodurch die Mannschaft regelmäßig in der Medienöffentlichkeit stand.
Die Mannschaft spielte in den Jahren 1991, 1993 und 1994 in der 1. Bundesliga, in der Saison 1993 wurden sogar die Play-offs erreicht. In der Saison 1991 lag der Zuschauerschnitt bei den Hamburger Heimspielen bei rund 4500. Im Sommer 1991 legte Stephan Starcke sein Traineramt nieder. Im September 1991 gewann die Mannschaft die zweite Ausgabe des Wettbewerbs Gatorade Challenge, an dem unter anderem auch die Brüssel Raiders aus Belgien teilnahmen. Neuer Trainer wurde 1992 der 65-jährige US-Amerikaner Bill Shipman. Shipman führte die Mannschaft zum Wiederaufstieg in die Bundesliga, obwohl der Zuschauerschnitt auf 1500 sank und man seine Heimspiele auf wechselnden Anlagen austragen musste. Nach der Rückkehr in die Bundesliga wurde zur Saison 1993 mit Mike Warfield ein Quarterback aus den Vereinigten Staaten verpflichtet, der sich als großer Zugewinn erwies. Auch dessen Landsmänner Troy Conquest und John Davis verstärkten die Hamburger. Trotz des Aufstiegs fiel der Mannschaftshaushalt der unter der Leitung des Vorsitzenden Andreas Tschetschorke stehenden Hamburger in der Saison mit rund 150 000 D-Mark fast um die Hälfte niedriger aus als noch 1992. Zu den Heimspielen im Stadion Hoheluft kamen 1993 teils mehr als 5000 Zuschauer. Im Juni desselben Jahres wurde auch ein Spiel der Hamburger im Volksparkstadion veranstaltet, dem rund 8700 Menschen beiwohnten. 1993 beendete Trainer Shipman seine Arbeit bei dem Verein und kehrte in sein Heimatland zurück. Im Oktober 1993 wurde Thomas Groteguth neuer Vereinsvorsitzender.
Der Spielbetrieb wurde aufgrund finanzieller Engpässe während der Saison 1994 eingestellt. Im November 1994 trat Kay Stellmacher das Amt des Vereinsvorsitzenden an. Obwohl die Spieler der Norderstedt Blizzards den Silver Eagles beigetreten waren, verzichtete der Verein darauf, im Spieljahr 1995 eine Mannschaft für die 2. Bundesliga zu melden. Im April 1995 wurde Konkurs angemeldet, den Verein drückten Verbindlichkeiten von rund 130 000 DM. Zuletzt hatten die Silver Eagles 322 Mitglieder, waren damit zu diesem Zeitpunkt der größte Hamburger Footballverein. Viele Spieler wechselten zum Lokalrivalen Hamburg Blue Devils, zum Drittligisten Northern Vikings und zu den Mannschaften Harburg Rubberducks und Hamburg Wild Huskies in die vierthöchste Spielklasse. Fünf Jahre später wurden die Hamburg Eagles aus den ehemaligen Hamburg Wild Huskies gegründet.

## Ligazugehörigkeiten
| 1994: | 7. Platz, 1. Bundesliga Nord |
| 1993: | 4. Platz, 1. Bundesliga Nord |
| 1992: | 1. Platz, 2. Bundesliga Nord |
| 1991: | 7. Platz, 1. Bundesliga Nord |
| 1990: | 1. Platz, 2. Bundesliga Nord |
| 1989: | 3. Platz, 2. Bundesliga Nord |
| 1988: | Verbandsliga Nord            |